# Värmlands läns valkrets
Värmlands läns valkrets är en valkrets vid val till den svenska riksdagen.

## Mandatantal
I det första valet till enkammarriksdagen 1970 hade valkretsen elva fasta mandat, ett antal som bestod till valet 1988. Åtminstone i valen 1991–1994 samt 2006 var antalet fasta mandat tio men kommer från och med valet 2010 ha nio fasta mandat. Antalet utjämningsmandat har varierat mellan tre 1970, ett 1973–1979, två 1982, ett 1985–1998, två 1991 och ett 1994. I valet 2006 fick valkretsen ett utjämningsmandat.
| 1970 | 1973 | 1976 | 1979 | 1982 | 1985 | 1988 | 1991 | 1994 | 1998 | 2002 | 2006 | 2010 | 2014 | 2018 |
| ---- | ---- | ---- | ---- | ---- | ---- | ---- | ---- | ---- | ---- | ---- | ---- | ---- | ---- | ---- |
| 11   | 11   | 11   | 11   | 11   | 11   | 11   | 10   | 10   | 10   | 10   | 10   | 9    | 9    | 9    |

## Ledamöter i enkammarriksdagen (ej komplett lista)

### 1971–1973
- Bertil Jonasson, c
- Karl Erik Eriksson, fp
- Billy Olsson, fp
- Karl-Gustav Andersson, s
- Arvid Eskel, s (1971–1972)
- Holger Mossberg, s
- Viola Sandell, s
  - Gunnar Olsson, s (1972–1973)

### 1974–1975/76
- Bertil Jonasson, c
- Karl Erik Eriksson, fp
  - Billy Olsson, fp (ersättare för Karl Erik Eriksson 29/11–31/12 1974)
  - Billy Olsson, fp (ersättare för Karl Erik Eriksson 10–26/1 1975)
  - Billy Olsson, fp (ersättare för Karl Erik Eriksson 10/4–31/5 1975)
- Karl-Gustav Andersson, s
- Holger Mossberg, s
- Viola Sandell, s
  - Gunnar Olsson, s (1975/76)

### 1976/77–1978/79
- Bertil Jonasson, c
- Karl Erik Eriksson, fp
- Holger Mossberg, s
- Gunnar Olsson, s

### 1979/80–1981/82
- Bertil Jonasson, c
- Karl Erik Eriksson, fp
- Gunnar Olsson, s

### 1982/83–1984/85
- Bertil Jonasson, c
- Karl Erik Eriksson, fp
- Gunnar Olsson, s

### 1985/86–1987/88
- Bertil Jonasson, c
- Karl Erik Eriksson, fp (30/9 1985–5/4 1988)
  - Isa Halvarsson, fp (6/4–2/10 1988)
  - Jarl Lander, s (ersättare 1985–1988)

### 1988/89–1990/91
- Kjell Ericsson, c
- Isa Halvarsson, fp
- Jarl Lander, s

### 1991/92–1993/94
- Kjell Ericsson, c
- Isa Halvarsson, fp
  - Simon Liliedahl, nyd (ersättare 2/12 1991–7/1 1992)
- Roine Carlsson, s (statsråd 30/9–4/10 1991)
  - Jarl Lander, s (ersättare för Roine Carlsson 30/9–4/10 1991)
  - Jarl Lander, s

### 1994/95–1997/98
- Kjell Ericsson, c
- Isa Halvarsson, fp
- Göthe Knutson, m
- Gullan Lindblad, m
- Torgny Danielsson, s
- Bo Finnkvist, s (1994-1997)
  - Sofia Steiner, s (ersättare 1995-1996)
  - Marina Pettersson, s (1997-1998)
- Ann-Kristine Johansson, s
- Jarl Lander, s
- Lisbeth Staaf-Igelström, s
- Kristina Svensson, s (1994-1996)
  - Frank Lassen, s (1996-1998)
- Björn Samuelson, v (1994-1996)
  - Marie Engström, v (1996–1998)

### 1998/99–2001/02
- Viviann Gerdin, c[3]
- Runar Patriksson, fp[3]
- Dan Kihlström, kd[3]
- Per-Samuel Nisser, m[3]
- Jan-Evert Rådhström, m[3]
- Torgny Danielsson, s[3]
- Ann-Kristine Johansson, s[3]
- Jarl Lander, s[3]
- Marina Pettersson, s[3]
- Lisbeth Staaf-Igelström, s[3]
- Sture Arnesson, v[3]
- Marie Engström, v[3]

### 2002/03–2005/06
- Viviann Gerdin, c[4]
- Runar Patriksson, fp[4]
- Dan Kihlström, kd[4]
- Jan-Evert Rådhström, m[4]
- Leif Björnlod, mp[4]
- Berit Högman, s[4]
- Ann-Kristine Johansson, s[4]
- Jarl Lander, s[4]
- Marina Pettersson, s[4]
  - Lars Mejern Larsson, s (ersättare 2005)
- Tommy Ternemar, s[4]
- Marie Engström, v[4]

### 2006/07–2009/10
- Erik A. Eriksson, c[5]
- Nina Larsson, fp[5]
- Dan Kihlström, kd[5]
- Christian Holm, m[5]
- Jan-Evert Rådhström, m[5]
- Berit Högman, s[5]
- Ann-Kristine Johansson, s[5]
- Lars Mejern Larsson, s[5]
- Marina Pettersson, s[5]
- Tommy Ternemar, s[5]
- Marie Engström, v[5]

### 2010/11–2013/14
- Erik A. Eriksson, C[6]
- Nina Larsson, FP[6]
  - Marianne Åhman, FP (ersättare för Nina Larsson 27/4–28/10 2011)
- Pia Hallström, M[6]
- Christian Holm, M[6]
- Jan-Evert Rådhström, M[6]
- Stina Bergström, MP[6]
- Jonas Gunnarsson, S[6]
- Berit Högman, S[6]
- Ann-Kristine Johansson, S[6]
- Lars Mejern Larsson, S[6]
- Gunilla Svantorp, S[6]
- Bengt Berg, V[6]

### 2014/15–2017/18
- Daniel Bäckström, C[7]
- Pia Hallström, M[7] (2014/15–11/10 2016)
  - Pål Jonson, M (från 12/10 2016)
- Christian Holm, M[7]
- Stina Bergström, MP[7]
- Mikael Dahlqvist, S[7]
- Jonas Gunnarsson, S[7]
  - Eva-Lena Gustavsson, S (ersättare för Jonas Gunnarsson 2/8 2017–1/2 2018)
- Berit Högman, S[7]
- Lars Mejern Larsson, S[7]
- Gunilla Svantorp, S[7]
- Mattias Karlsson, SD[7]
- Håkan Svenneling, V[7]

### 2018/19–2021/22
- Daniel Bäckström, C[8]
- Kjell-Arne Ottosson, KD[8]
- Arman Teimouri, L[8]
- Pål Jonson, M[8]
- Marléne Lund Kopparklint, M[8]
- Mikael Dahlqvist, S[8]
- Lars Mejern Larsson, S[8]
- Gunilla Svantorp, S[8]
- Runar Filper, SD[8]
- Patrick Reslow, SD[8]
- Håkan Svenneling, V[8]

### 2022/23–2025/26
- Daniel Bäckström, C[9]
- Kjell-Arne Ottosson, KD[9]
- Pål Jonson, M[9]
- Marléne Lund Kopparklint, M[9]
- Mikael Dahlqvist, S[9]
- Lars Mejern Larsson, S[9]
- Sofia Skönnbrink, S[9]
- Gunilla Svantorp, S[9]
- Runar Filper, SD[9]
- Charlotte Quensel, SD[9]
- Håkan Svenneling, V[9]

## Första kammaren
Värmlands län var egen valkrets till första kammaren under hela perioden 1866–1970. Antalet mandat var åtta fram till 1880, höjdes till nio 1881, ändrades på nytt till åtta 1882 och sänktes sedan till sju 1905 och till sex 1941.

### Riksdagsledamöter i första kammaren

#### 1867–1911 (successivt förnyade mandat)
- Carl Rhodin (valdes 1866 men avsade sig; tjänstgjorde aldrig)
  - Rudolf Adlersparre (1867–1874)
    - Jakob Fredrik Geijer (valdes 1874 men avsade sig; tjänstgjorde aldrig)
      - Carl Rhodin (1875–30/4 1882)
        - Axel Ros (1883–1891)
          - Gustaf Rudebeck, prot (1892–1902)
            - Edvard Montgomery, min 1903–1904, mod 1905–1908 (1903–1908)
              - Knut Larsson, prot 1909, fh 1910–1911 (1909–1911)

- Gustaf Ekman (1867)
  - Theodor Wijkander (1868–1881)

- Wilhelm Croneborg (1867–1884)
  - Oscar Sundström (1885–1889)
    - Gottfried Olsén, prot (1890–lagtima riksdagen 1892)
      - Richard Åkerman, prot 1892–1909, fh 1910 (urtima riksdagen 1892–1910)
        - Elof Biesèrt, lib s (1911)

- Carl Hammarhjelm (1867–1884)
  - Helmer Falk (1885–1901)
    - Albert Bergström, prot (1902–1904)

- Jonas Herlenius (1867)
  - Otto Falk (1868–1875)
    - Casper Lexow (1876–1879)
      - Edward Laurell (1880–1883)
        - Karl Liljesköld (1884–lagtima riksdagen 1892)
          - Carl Moberg, prot (urtima riksdagen 1892–1894)
            - Lars Wilhelm Bergström (1895–1900)
              - Henrik Falkenberg, prot 1901–1909, fh 1910–1911 (1901–1911)

- Gerhard Lagerstråle (1867–1884)
  - Carl Nordenfelt (1885–lagtima riksdagen 1892)
    - Teofron Säve, prot 1892–1909, fh 1910 (urtima riksdagen 1892–1910)
      - Mauritz Hellberg, lib s (1911)

- Olof Nordenfeldt (1867–1870)
  - Christofer Wilhelm Geijer (1871–1872)
    - Carl Rhodin (valdes 1872 men avsade sig; tjänstgjorde aldrig)
      - Olof Nordenfeldt (1873–1877)
        - Rudolf Adlersparre (1878–1885)
          - Henrik Gyllenram (1886–1888)
            - Axel Svedelius, prot (1889–1895)
              - Carl Moberg, prot (1896–5/2 1905)
                - Albert Bergström, prot 1905–1909, fh 1910–1911 (20/3 1905–1911)

- Carl Gustaf Uggla (1867–lagtima riksdagen 1871)
  - Henrik Rosensvärd (urtima riksdagen 1871–1884)
    - Edvard von Krusenstjerna, min 1890–1893 (1885–1893)
      - Fredrik Wester, prot 1894–1909, fh 1910–1911 (1894–1911)

- Jonas Andersson (1881–1889)
  - Carl Lundström (1890–24/4 1902)
    - Gottfried Olsén, prot 1903–1909, fh 1910–1911 (1903–1911)

#### 1912–1913
- Henrik Falkenberg, n
- Knut Larsson, n
- Mauritz Hellberg, lib s
- Åke Ingeström, lib s
- August Lindh, lib s
- Karl August Nilson, lib s
- Johan Bernhard Lantto, s (1912)
  - Gerhard Magnusson, s (1913)

#### 1914–lagtima riksdagen 1919
- Johan Carlsson, n
- Knut Larsson, n
  - Gustaf Uggla, n (23/5–20/6 1919)
- Mauritz Hellberg, lib s
- Åke Ingeström, lib s
- August Lindh, lib s (1914)
  - Edvard Gelin, lib s (1915–1917)
    - Johan Bergman, lib s (1918–1919)
- Karl August Nilson, lib s
- Gerhard Magnusson, s

#### Urtima riksdagen 1919
- Johan Carlsson, n
- Mauritz Hellberg, lib s
- Åke Ingeström, lib s
- Karl August Nilson, lib s
- Manne Asplund, s
- Gustaf Strömberg, s
- Knut Tengdahl, s

#### 1920–1921
- Johan Carlsson, n
- Mauritz Hellberg, lib s
- Åke Ingeström, lib s
- Karl August Nilson, lib s
- Manne Asplund, s
- Gustaf Strömberg, s
- Knut Tengdahl, s

#### 1922–1925
- Johan Carlsson, n
- Mauritz Hellberg, lib s 1922–1923, lib 1924–1925
- Åke Ingeström, lib s 1922–1923, fris 1924–1925
- Karl August Nilson, lib s (1922)
  - Johan Bergman, lib s 1923, fris 1924–1925 (1923–1925)
- Karl Franzén, s
- Gustaf Strömberg, s
- Knut Tengdahl, s

#### 1926–1933
- Georg Dahl, n (1926–1928)
  - Fredrik Julin, bf (1929–1933)
- Valfrid Eriksson, n (1926–1932)
  - Karl Bodin, n (1933)
- Johan Bergman, fris
- Åke Ingeström, fris (1926–15/3 1928)
  - Mauritz Hellberg, lib (30/3 1928–1933)
- John Sandén, s
- Karl Schlyter, s
- Gustaf Strömberg, s

#### 1934–1941
- Nils Arvedson, n 1934, h 1935 (1934–1935)
  - Gustav Björkman, h (1936–1941)
- Karl Bodin, n 1934, h 1935–1941
- Johan Bergman, fris 1934, fp 1935–1941
- John Sandén, s
- Karl Schlyter, s
- Gustaf Strömberg, s (1934–10/4 1940)
  - Johannes Pettersson, s (30/4 1940–1941)
- Östen Undén, s

#### 1942–1949
- Gustav Björkman, h
- Åke Holmbäck, fp
- Johannes Pettersson, s (1942–18/2 1943)
  - Albert Ramberg, s (10/3 1943–1949)
- John Sandén, s (1942–1947)
  - Hulda Flood, s (1948–1949)
- Karl Schlyter, s
- Östen Undén, s

#### 1950–1957
- Leif Cassel, h (1950–1952)
  - Erik Bergström, h (1953)
    - Allan Grönkvist, s (1954–1957)
- Oscar Werner, bf
- Gerard De Geer, fp
- Albert Ramberg, s (1950–1955)
  - Oscar Carlsson, s (1956–1957)
- Östen Undén, s
- Allan Vougt, s  (1950–23/3 1953)
  - Dagmar Ranmark, s (2/4 1953–1957)

#### 1958–1965
- Rolf Kaijser, h
- Bertil Jonasson, c (1958–1964)
  - Sven Tågmark, c (1965)
- Eric Källqvist, fp
- Oscar Carlsson, s
- Dagmar Ranmark, s
- Östen Undén, s

#### 1966–1970
- Rolf Kaijser, h/m
- Karl Erik Eriksson, fp (1966–1968)
  - Anders Axelson, fp (1969–1970)
- Sten Andersson, s
- Oscar Carlsson, s (1966–1/11 1970)
  - Uno Larsson, s (17/11–31/12 1970)
- Kaj Lokander, s
- Dagmar Ranmark, s

## Andra kammaren
Värmlands län var även en valkrets till andra kammaren under perioden 1922–1970. Fram till 1921 var länet indelat i olika valkretsar, under perioden med majoritetsval 1866–1911 i kretsar med ett mandat vardera. 
När de första valen till andra kammaren förrättades 1866 utgjordes landsbygden av (från väster till öster) Nordmarks domsagas valkrets, Jösse domsagas valkrets, Gillbergs och Näs häraders valkrets (från valet 1875 kallad Södersysslets domsagas valkrets), Fryksdals domsagas övre tingslags valkrets, Fryksdals domsagas nedre tingslags valkrets, Mellansysslets domsagas valkrets, Älvdals och Nyeds domsagas valkrets, Ölme, Visnums och Väse häraders valkrets samt Färnebo härads valkrets. Vid det ordinarie valet 1887 sammanslogs de båda Fryksdalskretsarna till Fryksdals domsagas valkrets, och vid valet 1908 förenades Ölme, Visnum, Väse med Färnebo till Östersysslets domsagas valkrets.
Av städerna bildade Karlstad och Filipstad den gemensamma Karlstads och Filipstads valkrets medan Kristinehamn fördes till Kristinehamns, Askersunds, Nora och Lindesbergs valkrets. År 1896 bröts residensstaden ut till Karlstads valkrets medan Kristinehamn och Filipstad överfördes till Kristinehamns, Filipstads och Askersunds valkrets för att sedan övergå till Kristinehamns och Filipstads valkrets i valet 1908.
Vid införandet av proportionellt valsystem i andrakammarvalet 1911 avskaffades samtliga äldre valkretsar och Värmlands län indelades i Värmlands läns norra valkrets (med tre mandat), Värmlands läns västra valkrets (med fyra mandat 1912–20, tre 1921) och Värmlands läns östra valkrets (med fyra mandat). Vid andrakammarvalet 1921 förenades slutligen hela länet till en samlad valkrets. Antalet mandat var tio i valen 1921–1944, därefter nio i valen 1948–1964 och slutligen åtta i valet 1968.

### Riksdagsledamöter i andra kammaren

#### 1922–1924
- Carl Ros, lmb
- Nils Svensson, lmb
- Johan Igel, lib s 1922–1923, fris 1924
- Carl Jansson, lib s 1922–1923, fris 1924
- Alfred Persson, lib s 1922–1923, fris 1924
- Emil Andersson, s
- Lars Johan Carlsson-Frosterud, s
- Herman Norling, s
- Anders Norsell, s
- August Spångberg, k

#### 1925–1928
- Carl Ros, lmb
- Gustaf Eriksson, bf
- Carl Björling, fris
- Carl Jansson, fris
- Emil Andersson, s
- Lars Johan Carlsson-Frosterud, s
- Hans Morfeldt, s
- Herman Norling, s
- Anders Norsell, s
- August Spångberg, k

#### 1929–1932
- Gustaf Olson, lmb (1929–1931)
  - Ivar Wittberg, lmb (1932)
- Nils Persson, lmb
- Carl Ros, lmb (1929–1930)
  - Nils Nilsson, lmb (1931–1932)
- Carl Björling, fris
- Carl Jansson, fris
- Lars Johan Carlsson-Frosterud, s (1929–1930)
  - Emil Andersson, s (1931–1932)
- Harald Hallén, s
- Herman Norling, s
- Anders Norsell, s
- August Spångberg, k (Kilbom)

#### 1933–1936
- Nils Nilsson, lmb 1933–1934, h 1935–1936
- Nils Persson, lmb 1933–1934, h 1935–1936
- Oscar Werner, bf
- Carl Björling, fris 1933–1934, fp 1935–1936
- Emil Andersson, s
- Harald Hallén, s
- Herman Nordström, s
- Herman Norling, s
- Anders Norsell, s (1933–1935)
  - Kalixtus Nordström, vänstervilde (1936)
- August Spångberg, k (Kilbom)/sp

#### 1937–1940
- Nils Persson, h
- Oscar Werner, bf
- Carl Björling, fp
- Gerard De Geer, fp
- Emil Andersson, s
- Harald Hallén, s
- Gustaf Nilsson, s
- Herman Nordström, s
- Herman Norling, s (1937)
  - Hildur Humla, s (1938–1940)
- August Spångberg, sp 1937, s 1938–1940

#### 1941–1944
- Albert Larsson, h
- Oscar Werner, bf
- Carl Björling, fp
- Gerard De Geer, fp (1941–21/6 1943)
  - Axel Nilsson, fp (31/7 1943–1944)
- Emil Andersson, s
- Harald Hallén, s
- Hildur Humla, s
- Gustaf Nilsson, s
- Herman Nordström, s
- August Spångberg, s

#### 1945–1948
- Albert Larsson, h
- Oscar Werner, bf
- Carl Björling, fp (1945–12/1 1948)
  - Anton Bränholm, fp (23/1–31/12 1948)
- Manne Ståhl, fp
- Harald Hallén, s
- Hildur Humla, s
- Gustaf Nilsson, s
- Herman Nordström, s
- August Spångberg, s
- Gösta Kempe, k

#### 1949–1952
- Albert Larsson, h
- Oscar Werner, bf (1949)
  - Holger Adolfsson, bf (1950–1952)
- Manne Ståhl, fp
- Arthur Widén, fp
- Arvid Andersson, s
- Harald Hallén, s
- Hildur Humla, s
- Gustaf Nilsson, s
- August Spångberg, s

#### 1953–1956
- Leif Cassel, h
- Holger Adolfsson, bf
- Manne Ståhl, fp
- Arthur Widén, fp
- Arvid Andersson, s
- Harald Hallén, s
- Gustaf Nilsson, s
- Viola Sandell, s
- August Spångberg, s

#### 1957–vårsessionen 1958
- Leif Cassel, h
- Harry Wahrendorff, bf/c
- Manne Ståhl, fp
- Arthur Widén, fp
- Arvid Andersson, s
- Harald Hallén, s
- Gustaf Nilsson, s (1957)
  - Karl-Gustav Andersson, s (1958)
- Viola Sandell, s
- August Spångberg, s

#### Höstsessionen 1958–1960
- Leif Cassel, h
- Birgitta Sjöqvist, h
- Harry Wahrendorff, c
- Manne Ståhl, fp
- Arvid Andersson, s
- Karl-Gustav Andersson, s
- Harald Hallén, s
- Viola Sandell, s
- August Spångberg, s

#### 1961–1964
- Leif Cassel, h
- Harry Wahrendorff, c (1961–10/4 1964)
  - Sven Tågmark, c (23/4–31/12 1964)
- Manne Ståhl, fp
- Arvid Andersson, s
- Karl-Gustav Andersson, s
- Arvid Eskel, s
- Gunnar Eskilsson, s
- Viola Sandell, s
- August Spångberg, s

#### 1965–1968
- Leif Cassel, h
- Bertil Jonasson, c
- Manne Ståhl, fp
- Karl-Gustav Andersson, s
- Arvid Eskel, s
- Gunnar Eskilsson, s
- Holger Mossberg, s
- Viola Sandell, s
- Sven Hector, k/vpk

#### 1969–1970
- Leif Cassel, m
- Bertil Jonasson, c
- Karl Erik Eriksson, fp
- Karl-Gustav Andersson, s
- Arvid Eskel, s
- Gunnar Eskilsson, s (1969–2/5 1970)
  - Gunnar Olsson, s (21/5–31/12 1970)
- Holger Mossberg, s
- Viola Sandell, s